# Primer Gobierno de Ryzhkov
El Primer Gobierno de Ryzhkov fue el gabinete de la Unión Soviética establecido en 1985 con Nikolái Ryzhkov como jefe de Gobierno, desempeñándose como presidente del Consejo de Ministros. Terminó en 1989.

## Composición[1]
| Ministro                                                                    | Titular                          | Partido |
| --------------------------------------------------------------------------- | -------------------------------- | ------- |
| Presidente                                                                  | Nikolái Ryzhkov                  | PCUS    |
| Primer Vicepresidente                                                       | Vsévolod Murajovski              | PCUS    |
| Primer Vicepresidente                                                       | Iván Arjípov (1985-1986)         | PCUS    |
| Primer Vicepresidente                                                       | Heydar Alíyev (1985-1987)        | PCUS    |
| Primer Vicepresidente                                                       | Nikolai Talyzin (1985-1988)      | PCUS    |
| Primer Vicepresidente                                                       | Yuri Masliúkov (1988-1989)       | PCUS    |
| Vicepresidentes                                                             | Yuri Batalin                     | PCUS    |
| Vicepresidentes                                                             | Lev Voronin                      | PCUS    |
| Vicepresidentes                                                             | Boris Scherbina                  | PCUS    |
| Vicepresidentes                                                             | Iván Siláyev                     | PCUS    |
| Vicepresidentes                                                             | Veniamín Dymshits (1985)         | PCUS    |
| Vicepresidentes                                                             | Nikolái Baibakov (1985)          | PCUS    |
| Vicepresidentes                                                             | Nikolái Talyzin (1985-1986)      | PCUS    |
| Vicepresidentes                                                             | Alekséi Antónov (1985-1988)      | PCUS    |
| Vicepresidentes                                                             | Yákov Riabov (1985-1986)         | PCUS    |
| Vicepresidentes                                                             | Yuri Marchuk (1985-1986)         | PCUS    |
| Vicepresidentes                                                             | Nikolái Martínov (1985)          | PCUS    |
| Vicepresidentes                                                             | Yuri Masliúkov (1985-1988)       | PCUS    |
| Vicepresidentes                                                             | Alekséi Antónov (1985)           | PCUS    |
| Vicepresidentes                                                             | Ziya Nuriyev (1985)              | PCUS    |
| Vicepresidentes                                                             | Leonid Smirnov (1985)            | PCUS    |
| Vicepresidentes                                                             | Vladímir Gusev (1986-1989)       | PCUS    |
| Vicepresidentes                                                             | Vladímir Kamentsev (1986-1989)   | PCUS    |
| Vicepresidentes                                                             | Aleksandra Biriukova (1988-1989) | PCUS    |
| Vicepresidentes                                                             | Guennadi Vedérnikov (1986-1989)  | PCUS    |
| Vicepresidentes                                                             | Boris Tolstij (1987-1989)        | PCUS    |
| Vicepresidentes                                                             | Igor Belousov (1988-1989)        | PCUS    |
| Agricultura                                                                 | Valentín Mesiats                 | PCUS    |
| Industria Automotriz                                                        | Víktor Poliákov (1985-1986)      | PCUS    |
| Industria Automotriz                                                        | Nikolái Pugin (1986-1989)        | PCUS    |
| Industria de Aviación                                                       | Iván Siláyev (1985)              | PCUS    |
| Industria de Aviación                                                       | Appolon Sistov (1985-1989)       | PCUS    |
| Industria Química                                                           | Vladímir Listov (1985-1986)      | PCUS    |
| Industria Química                                                           | Yuri Bespalov (1986-1989)        | PCUS    |
| Construcción de Maquinaria Petroquímica                                     | Konstantín Brejov (1985-1986)    | PCUS    |
| Construcción de Maquinaria Petroquímica                                     | Vladímir Lukianenko (1986-1989)  | PCUS    |
| Aviación Civil                                                              | Boris Bugayev (1985-1987)        | PCUS    |
| Aviación Civil                                                              | Aleksándr Volkov (1987-1989)     | PCUS    |
| Industria de Carbón                                                         | Boris Bratchenko (1985)          | PCUS    |
| Industria de Carbón                                                         | Mijaíl Schadov (1985-1989)       | PCUS    |
| Comunicaciones                                                              | Vasili Shamshin                  | PCUS    |
| Producción de Medios de Comunicación                                        | Erien Pervyshin                  | PCUS    |
| Construcción                                                                | Gueorgui Karavayev (1985-1986)   | PCUS    |
| Construcción                                                                | Vladímir Reshetílov (1986)       | PCUS    |
| Construcción de Industria Pesada                                            | Nikolái Goldin (1985-1986)       | PCUS    |
| Construcción de Industria Pesada                                            | Serguéi Bashilov (1986)          | PCUS    |
| Industria de Materiales de Construcción                                     | Serguéi Voyenushkin              | PCUS    |
| Construcción de Industrias de Petróleo y Gas                                | Vladímir Chirskov                | PCUS    |
| Construcción de Máquinas Viales                                             | Yevgueni Varnachev               | PCUS    |
| Cultura                                                                     | Piótr Demichev (1985-1986)       | PCUS    |
| Cultura                                                                     | Vasili Zajárov (1986-1989)       | PCUS    |
| Defensa                                                                     | Serguéi Sokolov (1985-1987)      | PCUS    |
| Defensa                                                                     | Dmitri Yázov (1987-1989)         | PCUS    |
| Industria Armamentística                                                    | Pável Finogenov                  | PCUS    |
| Comercio                                                                    | Grigori Vashchenko (1985-1986)   | PCUS    |
| Comercio                                                                    | Konrat Terej (1986-1989)         | PCUS    |
| Educación                                                                   | Serguéi Scherbakov               | PCUS    |
| Ingeniería Electrónica                                                      | Guennadi Voronovski (1985-1986)  | PCUS    |
| Ingeniería Electrónica                                                      | Oleg Afimov (1986-1989)          | PCUS    |
| Industria Electrónica                                                       | Aleksándr Shokin (1985)          | PCUS    |
| Industria Electrónica                                                       | Vladislav Kolesnikov (1985-1989) | PCUS    |
| Finanzas                                                                    | Vasili Garbuzov (1985)           | PCUS    |
| Finanzas                                                                    | Borís Gostev (1985-1989)         | PCUS    |
| Industria Pesquera                                                          | Vladímir Kamentsev (1985-1986)   | PCUS    |
| Industria Pesquera                                                          | Nikolái Kotliar (1987-1989)      | PCUS    |
| Industria Alimentaria                                                       | Voldemar Lein                    | PCUS    |
| Asuntos Exteriores                                                          | Eduard Shevardnadze              | PCUS    |
| Comercio Exterior (1985-1988)                                               | Nikolái Patolichev (1985)        | PCUS    |
| Comercio Exterior (1985-1988)                                               | Boris Aristov (1985-1989)        | PCUS    |
| Relaciones Económicas Exteriores (1988-1989)                                | Konstantín Katushev              | PCUS    |
| Horticultura (1985)                                                         | Nikolái Koslov                   | PCUS    |
| Industria de Gas                                                            | Víktor Chernomyrdin              | PCUS    |
| Ingeniería General                                                          | Oleg Baklánov (1985-1988)        | PCUS    |
| Ingeniería General                                                          | Vitali Doguzhiev (1988-1989)     | PCUS    |
| Geología                                                                    | Yevgueni Kozlovski               | PCUS    |
| Compras de Productos Agrícolas (1985)                                       | Grigori Zolotujin                | PCUS    |
| Productos de Grano (1985-1989)                                              | Grigori Zolotujin (1985-1987)    | PCUS    |
| Productos de Grano (1985-1989)                                              | Aleksándr Budyka (1987-1989)     | PCUS    |
| Salud                                                                       | Serguéi Burenkov (1985-1986)     | PCUS    |
| Salud                                                                       | Yevgueni Chazov (1986-1989)      | PCUS    |
| Maquinaria Pesada de Construcción                                           | Serguéi Afanásiev                | PCUS    |
| Educación Superior                                                          | Guennadi Yogadin                 | PCUS    |
| Construcción Industrial                                                     | Arkadi Schepetilnikov            | PCUS    |
| Instalaciones y Construcciones Especiales                                   | Boris Bakin                      | PCUS    |
| Sistemas de Instrumentación, Automatización y Control                       | Mijaíl Shkabardnia               | PCUS    |
| Asuntos Internos                                                            | Vitali Fedorchuk (1985-1986)     | PCUS    |
| Asuntos Internos                                                            | Aleksándr Vlásov (1986-1988)     | PCUS    |
| Asuntos Internos                                                            | Vadim Bakatin (1988-1989)        | PCUS    |
| Industria de Hierro y Acero                                                 | Serafim Kolpakov                 | PCUS    |
| Justicia                                                                    | Borís Kravtsov                   | PCUS    |
| Recuperación de Tierras y Conservación del Agua                             | Nikolái Vasíliev                 | PCUS    |
| Industria Ligera                                                            | Vladímir Kliuyev                 | PCUS    |
| Construcción de Maquinaria                                                  | Viacheslav Bajirov (1985-1987)   | PCUS    |
| Construcción de Maquinaria                                                  | Boris Belousov (1987-1989)       | PCUS    |
| Maquinaria para Cría y Alimentación de Ganado                               | Konstantín Belyak (1985-1986)    | PCUS    |
| Maquinaria para Cría y Alimentación de Ganado                               | Leonid Jitrun (1986)             | PCUS    |
| Construcción de Maquinaria para Industrias Ligera y Alimenticia             | Lev Vasíliev                     | PCUS    |
| Industria de Construcción de Herramientas y Máquinas                        | Boris Balmont (1985-1986)        | PCUS    |
| Industria de Construcción de Herramientas y Máquinas                        | Nikolái Panichev (1986-1989)     | PCUS    |
| Industria Cárnica y Láctea                                                  | Yevgueni Sizenko                 | PCUS    |
| Industria Médica (1985)                                                     | Afanasi Melnichenko              | PCUS    |
| Industria Médica y Microbiológica (1985-1989)                               | Valeri Býkov                     | PCUS    |
| Mecánica Mediana                                                            | Yefim Slavski (1985-1986)        | PCUS    |
| Mecánica Mediana                                                            | Lev Ryabev (1986-1989)           | PCUS    |
| Marina Mercante                                                             | Timoféi Guzenko (1985-1986)      | PCUS    |
| Marina Mercante                                                             | Yuri Volmer (1986-1989)          | PCUS    |
| Producción de Fertilizantes Minerales                                       | Alekséi Petrishchev (1985-1986)  | PCUS    |
| Producción de Fertilizantes Minerales                                       | Nikolái Olshanski (1986-1989)    | PCUS    |
| Metalurgia No Ferrosa                                                       | Piótr Lomako (1985-1986)         | PCUS    |
| Metalurgia No Ferrosa                                                       | Vladímir Durasov (1986-1989)     | PCUS    |
| Industria del Petróleo                                                      | Vasili Dinkov                    | PCUS    |
| Industria de Petróleo y Petroquímica                                        | Víktor Fiódorov (1985)           | PCUS    |
| Industria de Petróleo y Petroquímica                                        | Nikolái Lemajev (1985-1989)      | PCUS    |
| Energía y Electrificación                                                   | Anatoli Mayorets                 | PCUS    |
| Construcción de Centrales Eléctricas                                        | Vladímir Velichko                | PCUS    |
| Industria de Radio                                                          | Piótr Pleshakov (1985-1987)      | PCUS    |
| Industria de Radio                                                          | Vladímir Shimko (1987-1988)      | PCUS    |
| Ferrocarriles                                                               | Nikolái Konariev                 | PCUS    |
| Producción Agrícola                                                         | Víktor Danilenko                 | PCUS    |
| Construcción Naval                                                          | Igor Belousov (1985-1988)        | PCUS    |
| Construcción Naval                                                          | Igor Koksanov (1988-1989)        | PCUS    |
| Industria Forestal y Procesamiento de Madera                                | Mijaíl Busyguin                  | PCUS    |
| Maquinaria Agrícola y Automovilística                                       | Aleksándr Yezhevski              | PCUS    |
| Construcción de Transportes                                                 | Vladímir Brézhnev                | PCUS    |
| Construcción del Lejano Oriente y la Región Transbaikal                     | Aleksándr Babenko                | PCUS    |
| Construcción de las Regiones Norte y Oeste (1986-1989)                      | Vladímir Reshetilov              | PCUS    |
| Construcción de la Región del Sur (1986-1989)                               | Arkadi Schepetilnikov            | PCUS    |
| Construcción en las Regiones de los Urales y Siberia Occidental (1986-1989) | Serguéi Bashilov                 | PCUS    |
| Construcción en las Regiones Orientales (1986-1989)                         | Aleksándr Babenko                | PCUS    |
| Industria de Energía Nuclear                                                | Nikolái Lukonin                  | PCUS    |
| Maquinaria Agrícola y Automovilística                                       | Nikolái Pugin                    | PCUS    |
| Comisión de Control Popular                                                 | Alekséi Shkolnikov (1985-1987)   | PCUS    |
| Comisión de Control Popular                                                 | Serguéi Manyakin (1987-1989)     | PCUS    |
| Comité Estatal de Planificación                                             | Nikolái Baibakov (1985)          | PCUS    |
| Comité Estatal de Planificación                                             | Nikolái Talyzin (1985-1988)      | PCUS    |
| Comité Estatal de Planificación                                             | Yuri Masliúkov (1988-1989)       | PCUS    |
| Comité de Seguridad del Estado                                              | Víktor Chébrikov (1985-1988)     | PCUS    |
| Comité de Seguridad del Estado                                              | Vladímir Kriuchkov (1988-1989)   | PCUS    |